# Le Drôle de Noël de Scrooge
Pour les articles homonymes, voir Un conte de Noël.
Pour plus de détails, voir Fiche technique et Distribution.
Le Drôle de Noël de Scrooge ou Un conte de Noël au Québec (A Christmas Carol)  est un film de Noël d'animation américain écrit et réalisé par Robert Zemeckis et sorti en 2009. Produit par Walt Disney Pictures, ce film tourné en capture de mouvement et diffusé en 3D est l'une des nombreuses adaptations du conte Un chant de Noël de Charles Dickens.
Le film suit Ebenezer Scrooge qui aborde la période de Noël avec son dédain et son avarice habituels, maltraitant comme toujours son malheureux employé et son joyeux neveu. Pourtant, durant la nuit de Noël, il reçoit la visite de trois fantômes qui vont changer sa vie à jamais.

## Synopsis
En 1843, la veille de Noël, Ebenezer Scrooge, un vieil usurier misérable d'une maison de comptage londonienne, ne partage pas la joie de Noël. Il décline l'invitation de son joyeux neveu Fred Holywell à un dîner de Noël, et rejette l'offre de deux messieurs de collecter de l'argent pour la charité. Son fidèle employé Bob Cratchit demande à Scrooge de lui permettre de prendre un jour de congé le jour de Noël pour passer du temps avec sa famille, ce que Scrooge accepte à contrecœur avant de partir. Dans sa maison, Scrooge reçoit la visite du fantôme de son associé décédé Jacob Marley, qui l'avertit de se repentir de ses mauvaises manières ou il sera condamné dans l'au-delà comme il l'était, portant de lourdes chaînes forgées de sa propre cupidité. Jacob informe Scrooge que trois esprits vont lui rendre visite pour le guider hors de sa misère.
Scrooge reçoit la visite du fantôme des Noël passés, un fantôme en forme de bougie, qui le ramène à ses débuts. Ils visitent le pensionnat de Scrooge. Scrooge voit sa sœur Fanie, morte après avoir donné naissance à Fred. Plus tard, Scrooge entame une carrière réussie dans le monde des affaires et du crédit d'argent en tant qu'employé de Fezziwig, et il s'engage auprès d'une femme nommée Belle. Cependant, le fantôme montre à Scrooge comment Belle l'a quitté quand il est devenu obsédé par la richesse. Scrooge dévasté éteint l'esprit avec son chapeau de bougie à priser, mais Scrooge est propulsé à des milliers de pieds dans les airs tout en s'accrochant sur le preneur, pour le faire disparaître, ce qui fait que Scrooge retombe sur terre et retourne dans sa chambre pour la prochaine visite.
Scrooge rencontre le joyeux fantôme de Noël présent, qui lui montre les joies et les merveilles du jour de Noël. Scrooge et le Fantôme visitent la maison de Bob, apprenant que sa famille est satisfaite de leur petit dîner, Scrooge prenant pitié du fils malade de Bob, Tiny Tim. L’esprit l’envoie ensuite au dîner de Noël de son neveu en train de passer un bon moment avec ses invités où ils se moquent tous du caractère Scrooge. Le fantôme vieillit brusquement, commentant que Tiny Tim ne survivra probablement pas avant Noël prochain. Le fantôme met Scrooge en garde contre les maux de l'« ignorance » et du « vouloir »; Big Ben commence à sonner le glas de minuit comme « Ignorance » et « Vouloir » se manifestent devant Scrooge comme deux enfants misérables qui deviennent des individus violents et fous, laissant l'esprit se dessécher, mourant longuement lorsque minuit frappe (au point de se dissoudre dans un squelette avant la douzième frappe).
Le fantôme de Noël à venir arrive, apparaissant comme une ombre sombre, et emmène Scrooge dans le futur. Il est témoin d'un groupe d'hommes d'affaires discutant de la mort d'un homme sans nom où ils assisteraient aux funérailles seulement si le déjeuner est fourni ; Scrooge est alors poursuivi à travers Londres par le fantôme et découvre plus tard que ses biens sont volés et vendus par sa bonne Mme Dilber. Peu de temps après, Scrooge voit un cadavre couvert sur un lit, suivi d'une famille soulagée qu'il soit mort, car ils ont plus de temps pour rembourser leur dette. L'esprit transporte Scrooge à la résidence de Bob, découvrant que le petit Tim est mort. Scrooge est ensuite emmené dans un cimetière, où le fantôme montre sa propre tombe, confirmant que Scrooge est l'homme qui est mort. Scrooge promet de changer ses habitudes au moment où le Fantôme l'oblige à tomber dans son cercueil vide, couché dans une tombe profonde qui repose au-dessus des flammes de l'Enfer.
Réveillé dans sa propre chambre le jour de Noël, avec amour et bonheur dans son cœur, un joyeux Scrooge décide de surprendre la famille de Bob avec un dîner de dinde, et s'aventure avec les travailleurs caritatifs et les citoyens de Londres pour répandre le bonheur dans la ville, et plus tard assiste au dîner de Noël annuel de son neveu, où il est chaleureusement accueilli. Le lendemain, il donne une augmentation à Cratchit et devient comme « un second père » pour Tiny Tim, qui échappe à la mort. Homme transformé, Scrooge traite maintenant tout le monde avec gentillesse, générosité et compassion ; il incarne maintenant l'esprit de Noël.

## Fiche technique
- Titre original complet : Disney's A Christmas Carol[1]
- Titre français : Le Drôle de Noël de Scrooge
- Titre québécois : Un conte de Noël
- Réalisation : Robert Zemeckis
- Scénario : Robert Zemeckis, d’après le conte Un chant de Noël de Charles Dickens
- Musique : Alan Silvestri
- Décors : Karen O'Hara et Doug Chiang
- Photographie : Robert Presley
- Effets spéciaux : Robert Calvert et Michael Lantieri (en)
- Montage : Jeremiah O'Driscoll
- Production : Jack Rapke (en), Steve Starkey et Robert Zemeckis
- Sociétés de production : Walt Disney Pictures et ImageMovers
- Sociétés de distribution : Walt Disney Studios Motion Pictures International
- Pays de production :  États-Unis
- Langue originale : anglais
- Budget : 200 000 000 $
- Format : couleurs  - 35 mm - 1,85:1 - Dolby Digital - SDDS - DTS
- Genre : animation, comédie, aventures, fantastique
- Durée : 96 minutes
- Dates de sortie[1] :
  - États-Unis : 6 novembre 2009
  - Belgique : 18 novembre 2009
  - France, Suisse romande : 25 novembre 2009

## Distribution
- Jim Carrey (VF : Emmanuel Curtil (Seulement Ebenezer et que deux Fantômes) et VQ : Daniel Picard (adulte), Xavier Dolan (jeune)) : Ebenezer Scrooge / les trois fantômes
- Gary Oldman (VF : Dominique Collignon-Maurin [Bob Cratchit et Marley] et VQ : Jacques Lavallée) : Bob Cratchit / Marley / Tiny Tim (capture de mouvement)
- Colin Firth (VF : Jean-Philippe Puymartin et VQ : Gilbert Lachance) : Fred
- Bob Hoskins (VF : Gérard Boucaron et VQ : Vincent Davy) : M. Fezziwig / Old Joe
- Robin Wright (VF : Céline Mauge et VQ : Mélanie Laberge) : Belle / Fanny
- Cary Elwes : l'homme d'affaires / Dick Wilkins / le violoniste fou
- Fionnula Flanagan (VQ : Johanne Garneau) : Mme Juliane Dilber
- Daryl Sabara (VQ : Sébastien René) : Peter Cratchit
- Jacquie Barnbrook (VQ : Hélène Lasnier) : Mme Fezziwig
- Fay Masterson (VF : Caroline Pascal et VQ : Geneviève Désilets) : Martha Cratchit / Caroline
- Callum Blue : M. Cratchit
- Lesley Manville (VF : Évelyne Grandjean et VQ : Chantal Baril) : Mme Cratchit
- Molly Quinn (VQ : Sarah-Jeanne Labrosse) : Belinda Cratchit
- Ryan Ochoa (VF : Tom Trouffier ; VQ : Léo Caron) : Voix de Tiny Tim
- Leslie Zemeckis (VQ : Hélène Mondoux) : la femme de Fred

Sources : Version française (V. F.), Version québécoise (V. Q.)

## Production

### Genèse du projet
Robert Zemeckis a déclaré qu'Un chant de Noël était l'une de ses histoires de voyage dans le temps préférées :

« J'ai découvert cette histoire lorsque j'étais enfant et, comme des millions de gens à travers le monde, elle m'a fasciné. Elle était à la fois fantastique et très humaine, un peu sombre et porteuse de beaucoup d'espoirs. Comme toutes les grandes histoires, celle-là méritait d'être présentée à une nouvelle génération. Notre sentiment était qu'aucun film n'avait jamais été complètement fidèle à l'esprit de l’œuvre originale. Lorsque vous lisez le texte de Dickens, vous découvrez qu'il est remarquablement dense, souvent drôle, parfois effrayant et surtout, très imagé. C'est exactement comme si Dickens avait écrit son histoire pour en faire un film ; le style est très visuel et très cinématographique. C'est la plus merveilleuse histoire de voyage dans le temps qui ait jamais été écrite et en retournant à l'essence même de l’œuvre telle qu'elle a été imaginée par Dickens, nous retrouvions toute sa force »

— Robert Zemeckis

### Attribution des rôles
Grâce à la capture de mouvement, Jim Carrey interprète huit rôles dans le film, dont Scrooge aux divers âges de sa vie, les trois esprits de Noël. Pour l'acteur, c'était « un véritable challenge parce qu'il faut retrouver pour chacun ce qui fait sa nature profonde. Il faut changer la voix, la gestuelle, l'attitude et le rythme de jeu. Un enfant ne bouge pas comme un vieillard. Du coup, je ne joue pas Scrooge mais plusieurs personnes qui sont Scrooge ! Le fait de jouer les trois esprits de Noël est une idée de Robert et là encore, il y avait un passionnant défi à relever. Il fallait incarner trois entités distinctes, qui ont chacune leur personnalité et leurs caractéristiques. C'était passionnant ! ». Jim Carrey fut, enfant, très marqué par l’interprétation d'Alastair Sim dans le film Scrooge de 1951.
Cary Elwes interprète lui aussi plusieurs personnages, comme le violoniste fou, Dick Wilkins, l'homme d'affaires chassé par Scrooge. Elwes est attaché personnellement à cette histoire, car l'un de ses ancêtres aurait inspiré le personnage de Scrooge : « John Megid Elwes était un de mes ancêtres. Il était connu pour sa grande avarice. C'était un politicien qui a changé son nom de Megid à Elwes pour gagner les faveurs de son oncle, Sir Harvey Elwes, qui était très riche, et dont il savait qu'il allait mourir sans héritier. Son stratagème a fonctionné. À la mort de son oncle, il a hérité de toute sa fortune, et il est devenu un des grippe-sous les plus célèbres de l'histoire de l'Angleterre ! Il est notamment célèbre parce qu'il ne changeait jamais de vêtements. »

### Musique
La bande originale est composée par Alan Silvestri, qui a travaillé sur presque tous les films de Robert Zemeckis. L'album contient la chanson God Bless Us Everyone interprétée par Andrea Bocelli et écrite par Silvestri et Glen Ballard. Andrea Bocelli en a également interprété une version en italien. La version japonaise utilise "Present" de JUJU (en) comme chanson thème,.
Liste des titres
1. A Christmas Carol Main Title - 4:21
2. Scrooge Counts Money - 0:48
3. Marley's Ghost Visits Scrooge - 6:13
4. The Ghost of Christmas Past - 4:58
5. Let Us See Another Christmas - 1:18
6. Flight to Fezziwigs - 1:28
7. First Waltz - 1:00
8. Another Idol Has Replaced Me - 1:40
9. Touch My Robe - 3:42
10. The Clocktower - 1:50
11. The Carriage Chase - 3:24
12. Old Joe & Mrs. Dilber - 2:27
13. This Dark Chamber - 1:57
14. None of Us Will Ever Forget - 1:33
15. Who Was That Lying Dead? - 3:08
16. I'm Still Here - 1:27
17. Ride On My Good Man - 1:04
18. God Bless Us Everyone (interprété par Andrea Bocelli) - 3:16

## Sortie et accueil

### Titre français
A Christmas Carol est un titre très reconnaissable aux États-Unis et au Royaume-Uni. L'œuvre de Charles Dickens est cependant moins connue en France. Ainsi, pour éviter toute confusion avec Un conte de Noël d'Arnaud Desplechin, sorti un an plus tôt, Walt Disney Studios Motion Pictures France choisit le titre Le Drôle de Noël de Scrooge. Cela rappelle L'Étrange Noël de monsieur Jack, distribué en France par Disney.

### Box-office
- Mondial : 271 264 000 $[6]
- États-Unis : 124 464 000 $ (environ 17 500 000 entrées)[7]
- Autres pays : 146 800 000 $ (50 pays)[6]
- France : 1 330 329 entrées[8]

Le film aurait coûté 200 millions de USD à produire auxquels il faut ajouter un budget publicitaire de 75 millions de USD et « n'aurait rapporté que » (début 2010) 137 millions aux États-Unis et 185 millions à l'international.
Le budget total étant supérieur aux revenus engrangés, le film est considéré comme un échec commercial.

## Distinctions

### Récompense
- Kids' Choice Awards 2010 : meilleur doublage d'un film d'animation pour Jim Carrey[10]

### Nominations
- Saturn Awards 2010 : meilleur film d'animation
- Kids' Choice Awards 2010 : meilleur film d'animation